# Sigourney, Iowa
Sigourney, Iowa (енгл. Sigourney) град је у америчкој савезној држави Ајова. По попису становништва из 2010. у њему је живело 2.059 становника.

## Демографија
Према попису становништва из 2010. у граду је живело 2.059 становника, што је -150 (-6.8%) становника више него 2000. године.
| Група             | 2000.         | 2010.         |
| Белци             | 2.183 (98,8%) | 2.017 (98,0%) |
| Афроамериканци    | 3 (0,1%)      | 15 (0,7%)     |
| Азијати           | 10 (0,5%)     | 6 (0,3%)      |
| Хиспаноамериканци | 12 (0,5%)     | 9 (0,4%)      |
| Укупно            | 2.209         | 2.059         |